# دوغ راسيل
دوغ راسيل (بالإنجليزية: Doug Russell)‏ هو لاعب كرة قدم أمريكية وضابط أمريكي، ولد في 11 يونيو 1911 في Bulger, Pennsylvania ‏ في الولايات المتحدة، وتوفي في 10 أكتوبر 1995.